# Зубці (геральдика)
Зубці - особлива геральдична фігура в геральдиці.
Він являє собою фігуру, що відділена ступінчастою розділовою лінією. Він створений за зразком мерлонів на оборонних стінах, які служили прикриттям для захисників від дальньої зброї нападників.
У геральдиці зубці впливали на поділ щитів. Поділ зубцями є одним із поширених геральдичних поділів. Якщо в гербі є більше двох прямокутних зубців, поділ описується як: розділений з кількістю зубців. Кількість збільшується на одиницю з урахуванням двох півзубців на краю щита. У випадку зубчастої глави, напрямок не обов'язково повинен бути описаний (блазонований).
Багато видів поділу відбувається із додаванням зубців: зубчасті балки, зубчастий перев'яз, зубчастий виріз. Приклад: зубчаста база - це основа щита, яка відокремлена від решти герба розділовою лінією із зубцями.
Якщо вершини не спрямовані одна до одної, коли вершини розділені, вони називаються зміщеними або чергуються вершинами. Розташовується зубчаста площадка під кутом, є похила зубчаста площа.
Зображення стін, веж та частокольних огорож, коли  верхній край фігури утворена зубцями, на гербі описується як розділене зубчато.
Окрім нормальної форми, форма зубців може також визначати зображення як широкий або плоский зубець.

## Приклади

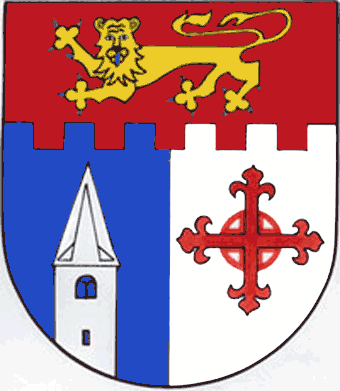
Глава відділена зубцями (Гільгенрот)
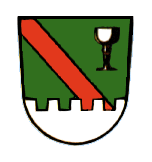
Основа відділена зубцями (Нойшенау)
Чергування зубців у главі щита (Ашеберг (Шлезвіг-Гольштейн))
Скошений зубцями (Мухельн)
Скошений зубцями зліва (Віш (Плен))
Зубчатий перев'яз (Ортенбург (Баварія))
Зубчата стіна (Бауцен (район))
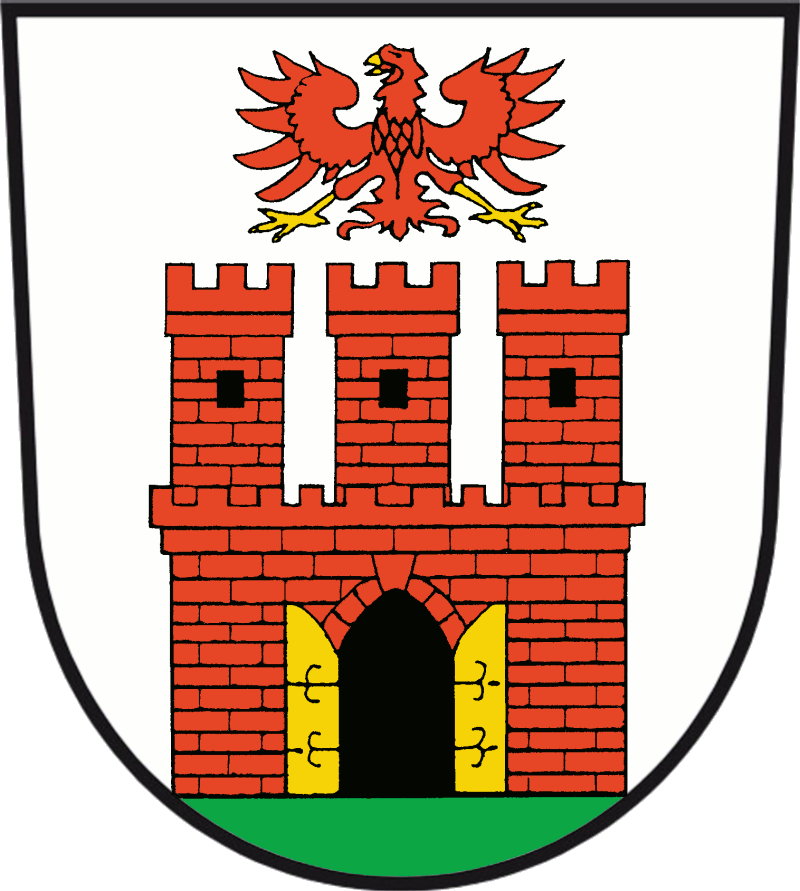
Зубчата стіна на вежі (Одерберг)
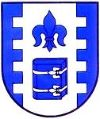
Зубчаті фланги (Марія-Бух-Файстриць)
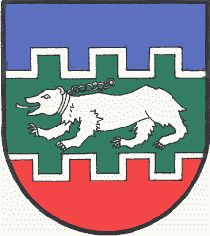
Зубчата балка (Шаферн)